# Вадовиці (гміна)
Гміна Вадовиці (пол. Gmina Wadowice) — місько-сільська гміна у південній Польщі. Належить до Вадовицького повіту Малопольського воєводства.
Станом на 31 грудня 2011 у гміні проживало 38017 осіб.

## Площа
Згідно з даними за 2007 рік площа гміни становила 112.49 км², у тому числі:
- орні землі: 58.00%
- ліси: 30.00%

Таким чином, площа гміни становить 17.42% площі повіту.

## Населення
Станом на 31 грудня 2011:
| Опис     | Загалом | Загалом | Чоловіки | Чоловіки | Жінки | Жінки |
| -------- | ------- | ------- | -------- | -------- | ----- | ----- |
| одиниця  | осіб    | %       | осіб     | %        | осіб  | %     |
| все      | 38017   | 100     | 18400    | 48.40    | 19617 | 51.60 |
| міське   | 19363   | 100     | 9117     | 47.08    | 10246 | 52.92 |
| сільське | 18654   | 100     | 9283     | 49.76    | 9371  | 50.24 |

## Сусідні гміни
Гміна Вадовиці межує з такими гмінами: Андрихув, Бжезьниця, Вепш, Зембжиці, Кальварія-Зебжидовська, Мухаж, Стришув, Томиці.